# Diglossa
A Diglossa a madarak osztályának verébalakúak (Passeriformes) rendjébe és a tangarafélék (Thraupidae) családjába tartozó nem.

## Rendszerezésük
A nemet Johann Georg Wagler német ornitológus írta le 1832-ben, az alábbi fajok tartoznak ide:
- Diglossa glauca
- Diglossa caerulescens
- álarcos virágfuró (Diglossa cyanea)
- Diglossa indigotica
- Diglossa sittoides
- Diglossa baritula
- Diglossa plumbea
- Diglossa mystacalis
- Diglossa gloriosissima
- Diglossa lafresnayii
- Diglossa duidae
- Diglossa major
- Diglossa albilatera
- Diglossa venezuelensis
- Diglossa brunneiventris
- Diglossa carbonaria
- Diglossa humeralis
- Diglossa gloriosa

## Előfordulásuk
A legtöbb faj Dél-Amerikában az Andok területén honos, de két faj Mexikóban és Közép-Amerikában él. Természetes élőhelyeik a szubtrópusi és trópusi hegyi erdők, magaslati füves puszták és cserjések, valamint emberi környezet. Állandó, nem vonuló fajok.

## Megjelenésük
Testhosszuk 11-15 centiméter körüli.